# Benthodesmus elongatus
Benthodesmus elongatus és una espècie de peix pertanyent a la família dels triquiúrids.

## Descripció
- Pot arribar a fer 100 cm de llargària màxima.
- Cos platejat amb les mandíbules i l'opercle negrosos.
- L'interior de la boca i de les cavitats branquials és de color negre.
- 42-46 espines i 99-108 radis tous a l'aleta dorsal i 2 espines i 91-98 radis tous a l'anal.
- 151-159 vèrtebres.[6][7]

## Alimentació
Menja crustacis (principalment gambes i eufausiacis), peixets (com ara, Maurolicus) i calamars.

## Hàbitat
És un peix marí i bentopelàgic que viu entre 178 i 950 m de fondària (9°S-44°S, 30°E-26°W). Els joves són mesopelàgics.

## Distribució geogràfica
Es troba a l'Atlàntic, l'Índic i el Pacífic: el Canadà, el Brasil, l'Uruguai, l'Argentina, Xile (incloent-hi l'illa de Pasqua), el sud-est d'Àfrica (Moçambic i Sud-àfrica), Madagascar, les illes Comores, el sud-est d'Austràlia i Nova Zelanda.

## Observacions
És inofensiu per als humans.